# Leiurus quinquestriatus
Lo scorpione giallo (Leiurus quinquestriatus (Ehrenberg, 1828)) è una specie di scorpione della famiglia dei Butidi.

## Descrizione
L. quinquestriatus misura sino a 10 cm di lunghezza. È di colore giallo e presenta una coda sottile che talora termina con una striscia nera (questo dettaglio non è costante, il che può porre talora qualche problema di identificazione).

## Distribuzione e habitat
È diffuso negli ambienti desertici di una fascia compresa tra il Nord Africa e il Medio Oriente (Marocco,Algeria, Tunisia, Libia, Egitto, Etiopia, Somalia, Ciad, Mali, Niger, Sudan, Turchia, Iraq, Siria, Israele, Giordania, Libano, Kuwait, Oman, Qatar, Arabia Saudita, Emirati Arabi Uniti e Yemen).

## Veleno
Il veleno di questa specie è un potente cocktail di neurotossine, con un valore di LD50 di 0,16 - 0,50 mg/kg.
La puntura di L. quinquestriatus è estremamente dolorosa, ma fortunatamente nella maggior parte dei casi non letale, tranne che in casi particolari: bambini, soggetti debilitati o cardiopatici. Esiste inoltre il rischio di reazioni anafilattiche anche serie. Nei casi letali la causa finale di morte è l'edema polmonare.
Uno dei componenti del veleno, il peptide clorotossina, ha mostrato di possedere un potenziale ruolo nel trattamento di alcuni tumori cerebrali dell'uomo.